# Bob Crébas
Bob Crébas (Bant, 17 augustus 1951) is een Nederlandse ondernemer en muzikant. Hij stond aan de basis van de kringloopketen Het Goed en het onlineverkoopplatform Marktplaats.nl.

## Levensloop
De jeugd van Crébas en zijn latere leven verliepen niet altijd vlekkeloos blijkt uit zijn autobiografie Iedere dag vrij. Hij voerde actie tegen kernenergie in de Noordoostpolder en hield de Poldertoren in Emmeloord bezet. In de jaren 80 begon de werkloze Bob samen met echtgenote Carla Wobma de kringloopwinkel Goedzooi aan de Staalstraat in Emmeloord. Daar is Het Goed uit ontstaan: een keten met kringloopwinkels door heel Nederland. In een kantoorpand naast de winkel in Emmeloord startte de familie Crébas met verkoopwebsite Marktplaats.nl.
Ondernemer Crébas baarde opzien door de verkoop van Marktplaats.nl, waar hij mede-eigenaar van was, voor 225 miljoen euro aan veilingsite eBay. Hij werd in één klap miljonair en maakte zijn opwachting in de Quote 500. Er volgde een autobiografie (Iedere dag vrij) en de familie Crébas zette kledingconcern Brennels op. Later werd de naam omgedoopt tot Netl. Netl ontwikkelde zelf de kleding die voor ruim 50 procent uit brandnetelvezels bestaat. De brandnetels werden verbouwd in de Noordoostpolder en in enkele Oost-Europese landen. De vezels werden in Italië gemengd met katoen en gesponnen tot fijn garen. Driekwart van de kleding bestaat uit katoen en een kwart uit brandnetelvezels. In Kraggenburg werd Netl Park aangelegd met een brandnetelplantage, strand, strandpaviljoen, duinen, zoet zwemwater, helikopter, kruidenvelden en een bamboebos. Op het park was een winkel waar de brandnetelkleding te koop is. Ook kon men kennismaken met de bedrijfsfilosofie en de grondstof voor de modelijn van Netl.  In 2013 is Netl gestopt met de productie van kleding uit brandnetelvezels. Daartoe werd besloten omdat de verkoop achterbleef en omdat er problemen waren bij het productieproces in Italië.
Het nieuwste project van Bob Crébas is de aanleg van een landgoed van 45 hectare nabij het Kuinderbos bij Bant. Een deel van het gebied is toegankelijk voor publiek, een ander deel wordt gebruikt voor landbouw. Zo zijn er een camping en een groepshotel op het landgoed te vinden. 
Sinds 2014 is Crébas samen met zijn vrouw weer actief in de winkel van Het Goed in Emmeloord, waar hij altijd mede-eigenaar van is gebleven.
Zijn echtgenote Carla Wobma overleed op 3 november 2023, 71 jaar oud.

## Muziek
Van jongs af aan is Crébas al bezig met muziek, piano, drums, bouzouki en (bas) gitaar vallen onder de instrumenten die hij in zijn jeugd heeft leren spelen. Zo trok hij ooit met punkrockband Red HOT door het land, speelde hij op festivals en in voorprogramma’s van Herman Brood, Uriah Heep en Manfred Manns Earth Band. Op het moment is Crébas sinds 2012 bassist in Riders of the Universe, een progressieve rockband die voornamelijk zijn roots heeft liggen in de klassieke muziek, brassband, blues en rockmuziek.